# Gunnar Samuelsson
Gunnar Samuelsson, né le 2 mai 1927 à Lima et décédé le 4 novembre 2007 à Dalarna, est un fondeur suédois.
Il a remporté la médaille de bronze olympique lors des Jeux olympiques d'hiver de 1956 à Cortina d'Ampezzo en Italie dans l'épreuve du relais 4 × 10 km.

## Palmarès

### Jeux olympiques
- Médaillé de bronze en relais 4 × 10 km aux Jeux olympiques d'hiver de 1956 à Cortina d'Ampezzo ( Italie)